# Leonida Lari

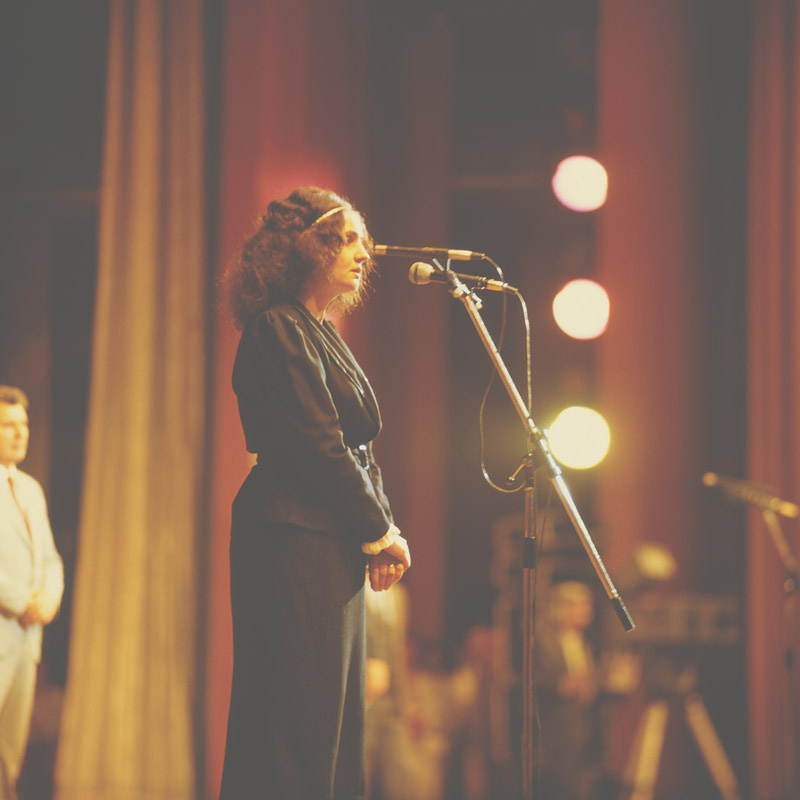
Leonida Lari.

Leonida Lari-Iorga (n. Liuba Tuchilatu, n. 26 octombrie 1949, Bursuceni, raionul Sîngerei, Republica Moldova – d. 11 decembrie 2011, Chișinău, Republica Moldova) a fost o poetă, publicistă, scriitoare, activistă, om politic și militantă pentru reunirea Basarabiei cu România.

## Tinerețea și începuturile carierei
S-a născut la 26 octombrie 1949 la Bursuceni, în apropiere de Bălți (RSS Moldovenească, URSS), într-o familie de învățători, mama sa fiind Nadejda Tuchilatu. A absolvit Universitatea de Stat din Moldova, din Chișinău, facultatea de filologie (1966-1971). În 1964 a debutat în Tineretul Moldovei și editorial, în 1974, cu volumul Piața Dolei. A fost colaborator științific la Muzeul de Literatură D. Cantemir din Chișinău (1971-1973), redactor la revista "Literatura și Arta" (1985-1988) din RSSM, redactor șef al primei publicații în grafie latină din Republica Moldova - "Glasul națiunii" (1988-2003).
În 1984, Leonida Lari a publicat un Literaturnaia gazeta un articol în care îi critica dur pe Haralambie Corbu, Vasile Stati și Valeriu Senic. Nicolae Romanenco a scris într-o scrisoare că "a îndrăznit să îi catalogheze drept ideologi ai proletcultismului". Drept consecință, Senic a declanșat o campanie de denigrare și distrugere a imaginii poetei.
Leonida Lari s-a aflat printre fruntașii Mișcării de emancipare națională din Basarabia în anii 1988-1991. A fost deputat în Sovietul Suprem al URSS (1988-1990) și membru al Biroului Permanent al Frontului Popular din Republica Moldova între 1990 și 1992. Între 1990 și 1997 a stat în fruntea Ligii Creștin Democrate a Femeilor din Moldova (una din componentele constituante ale Partidului Social-Liberal în 2001). Începînd cu anul 1992 este deputat în Parlamentul României (în 2004 a fost aleasă pe lista Partidului România Mare).

## Activitatea politică
Leonida Lari a fost membru PRM timp de aproape 10 ani, ea obținând în total trei mandate de deputat (primul dintre ele obținându-l pe liste PNȚCD, după care a trecut la PRM) 
La începutul lunii februarie 2005, pe când era singurul parlamentar al PRM Suceava, Leonida Lari a anunțat că demisionează din acest partid deoarece preferă „libertatea de a gândi și de a acționa” și „un limbaj civilizat chiar față de adversarii politici”.
În ziarul Jurnal de Chișinău s-a opinat că: A fost membru al Partidului România Mare, pe care l-a părăsit, trebuie să recunoaștem, dintr-un motiv egoist, deloc principial, fiindcă nu a mai fost „realeasă” într-un post oarecare din structurile PRM.
Pe 6 ianuarie 2007, ziarul Adevărul anunța că "Deputatul PRM Leonida Lari-Iorga și-a depus cerere de înscriere în Partidul Popular Creștin-Democrat (PNȚCD). Ea revine, astfel, în partidul care a propulsat-o în parlament, în 1992, pe listele din Galați"
ONG-ul moldovean Art Platforma a criticat însă asocierea poetei cu Corneliu Vadim Tudor, într-un articol semnat de Dumitru Crudu, făcând o paralelă cu conflictul pe care aceasta l-a avut în trecut cu Senic: 
| “                                         | Preferându-l pe CVT (n. a. - Corneliu Vadim Tudor, poeta a întors armele contra propriei sale persoane și a capitulat ca disidentă, trecând de partea cealaltă a baricadei, fiindcă, la drept vorbind, între CVT și Valeriu Senic nu există nicio diferență. Da, la prima vedere CVT e un mare român, iar Valeriu Senic fusese un om sovietic în carne și oase, dar, în esență, ambii au fost securiști și au slujit cu habotnicie comunismul, indiferent că acesta era românesc sau sovietic. Altfel spus, CVT era un fel de Valeriu Senic de Dâmbovița și nimic mai mult. Alegându-l pe CVT, poeta, de fapt, l-a ales – fără să-și dea seama de asta – pe VS (n. a. - Valeriu Senic, care a hărțuit-o toată viața. Iar în felul acesta, poeta Leonida Lari ilustrează foarte bine teza că prezentul uneori poate să arunce într-un con de umbră trecutul, oricât de glorios ar fi fost acesta. | ” |
| — Dumitru Crudu pe site-ul Art Platforma, | |   |

## Activitatea literară
Este autor a 24 de volume de poezie și proză, precum și traducător din marea poezie universală.
- Piața Diolei (1974)
- Marele vânt (1980)
- Mitul trandafirului (1985)
- Scoica solară (1987)
- Insula de repaus (1988)
- Lumina grăitoare (1989)
- Dulcele foc (1989)
- Anul 1989 (1990)
- Lira și păianjenul (1991)
- Govorâŝij svet (1992)
- Al nouălea val (1993)
- Epifanii (1994)
- Scrisori de pe strada Maica Domnului (1995)
- Lunaria (1995)
- Aldebaran (1996)
- Între îngeri și demoni (1998)
- Învingătoarele spații (1999)
- Insula de repaus (2000)
- Răstignirea porumbeilor (2003)
- Epifanii și teofanii (2005)
- Infinitul de aur (2006)
- Sibila (2006)
- Traduceri din lirica universala (2009)
- 101 poeme (2009)

## Premii
- Premiul România Mare
- Premiul "Flacăra, Totuși iubirea"
- Premiul revistei "Cronica" (Iași)
- Premiul "Tibiscus" - Serbia
- Premiul „Mihai Eminescu” al Academiei Române pentru poezie (1993)[4]

## Distincții, decorații
- Cetățean de onoare al municipiului Bacău (1993)
- Cavaler al Ordinului Republicii (1996, Republica Moldova)[4]